# Аргисса-Магула
Аргисса-Магула, Аргисса, Телль-Аргисса — поселение эпохи неолита, обнаруженное под курганом (μαγούλα) Агрисса (греч. Άργισσα Μαγούλα), в Фессалии. Раскопки проводил Владимир Милойчич из Гейдельбергского университета в 1950-е годы, который заявил, что обнаружил следы культуры докерамического неолита.